# Höhlen der Hörselberge

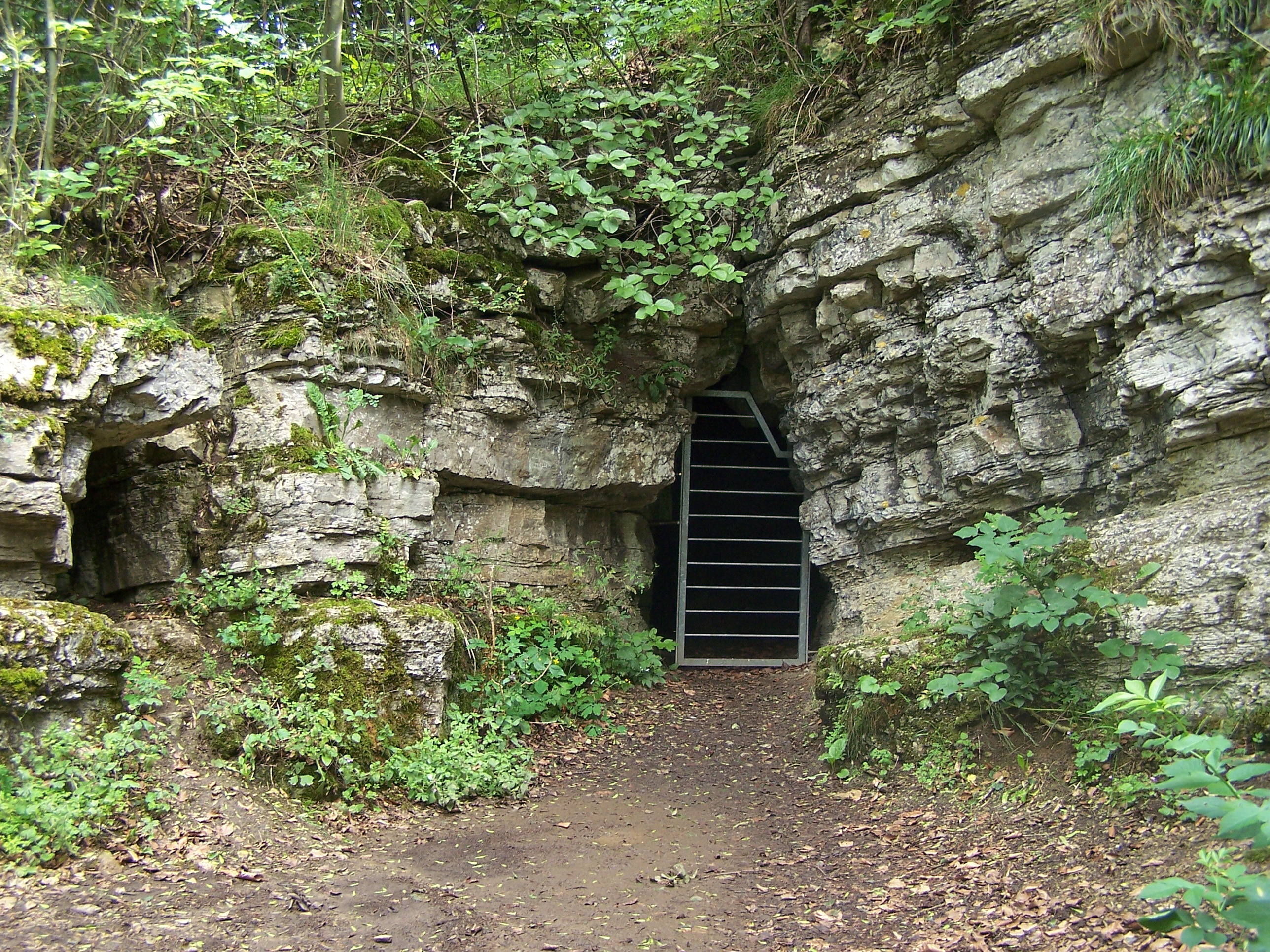
Die Venushöhle im Sommer 2011

Die ursprünglich Hörselbergloch genannte Venushöhle, auch Venusgrotte, und die erst 1928 in der Nähe entdeckte Tannhäuserhöhle sind Höhlen und Naturdenkmale im Großen Hörselberg, sie befinden sich in der Gemeinde Hörselberg-Hainich im Wartburgkreis.

## Geographische Lage und Ausdehnung

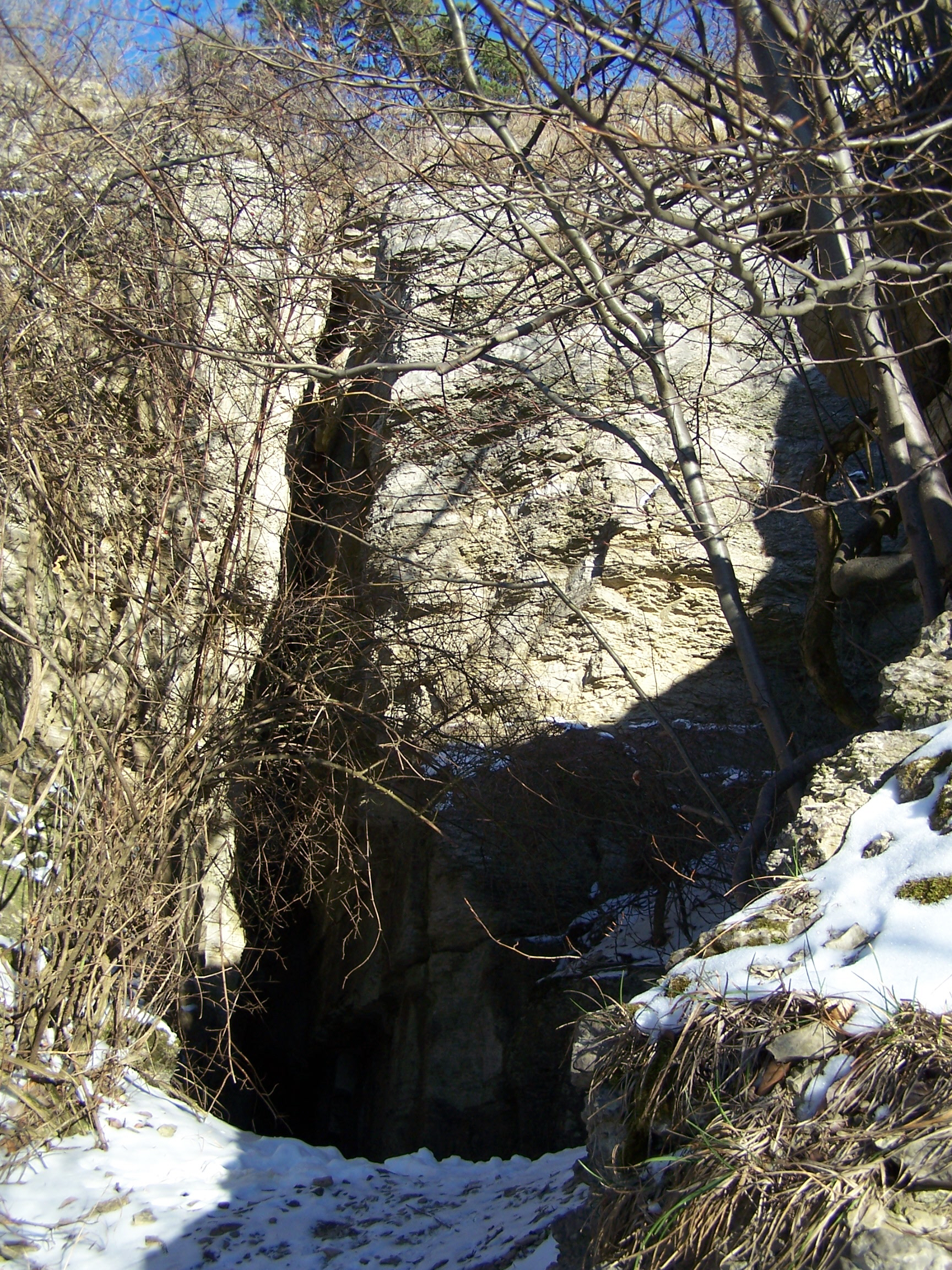
Die Tannhäuserhöhle, südlicher Zugang in der Felswand

Die beiden Höhlen befinden sich in Gipfelnähe und werden vom Kammweg des Großen Hörselberges erschlossen. Etwa 2,5 km südwestlich der beiden Höhlen liegt das Dorf Kahlenberg und 1,5 km südlich das Dorf Kälberfeld, ein Ortsteil der Gemeinde Hörselberg-Hainich, (Entfernungen jeweils Luftlinie). Von beiden Orten bestehen Aufstiegsmöglichkeiten zum Kammweg des Großen Hörselberges.
- Venushöhle (⊙ 450 m ü. NN)

Die Venushöhle liegt am nördlichen Ende der Westflanke des Großen Hörselberges in einer Höhe von 450 m ü. NN. Die Venushöhle ist heute 15,12 m lang. Nach einer Notiz bei Bechstein war die Höhle im 19. Jahrhundert noch 17 Lachter – etwa 34 m – lang, was auf eine Verschüttung im Berginnern hindeuten würde. Ihr Nullpunkt wurde mit 448,85 m ü. NN bestimmt. Die Venushöhle wird im Mitteldeutschen Höhlenkataster unter der Nr. 5028/TH-16 geführt.
- Tannhäuserhöhle (⊙ 470 m ü. NN)

Nur etwa 100 m entfernt von der Venushöhle befindet sich an der Südflanke die Tannhäuserhöhle bei 470 m ü. NN Höhe. Die Tannhäuserhöhle ist 107,75 m lang, sie durchquert den Berg in mehreren Biegungen in nord-südlicher Orientierung. Ihr Nullpunkt wurde mit 461,24 m ü. NN vermerkt. Die Tannhäuserhöhle wird im Mitteldeutschen Höhlenkataster unter der Nr. 5028/TH-16 geführt.

## Geologie

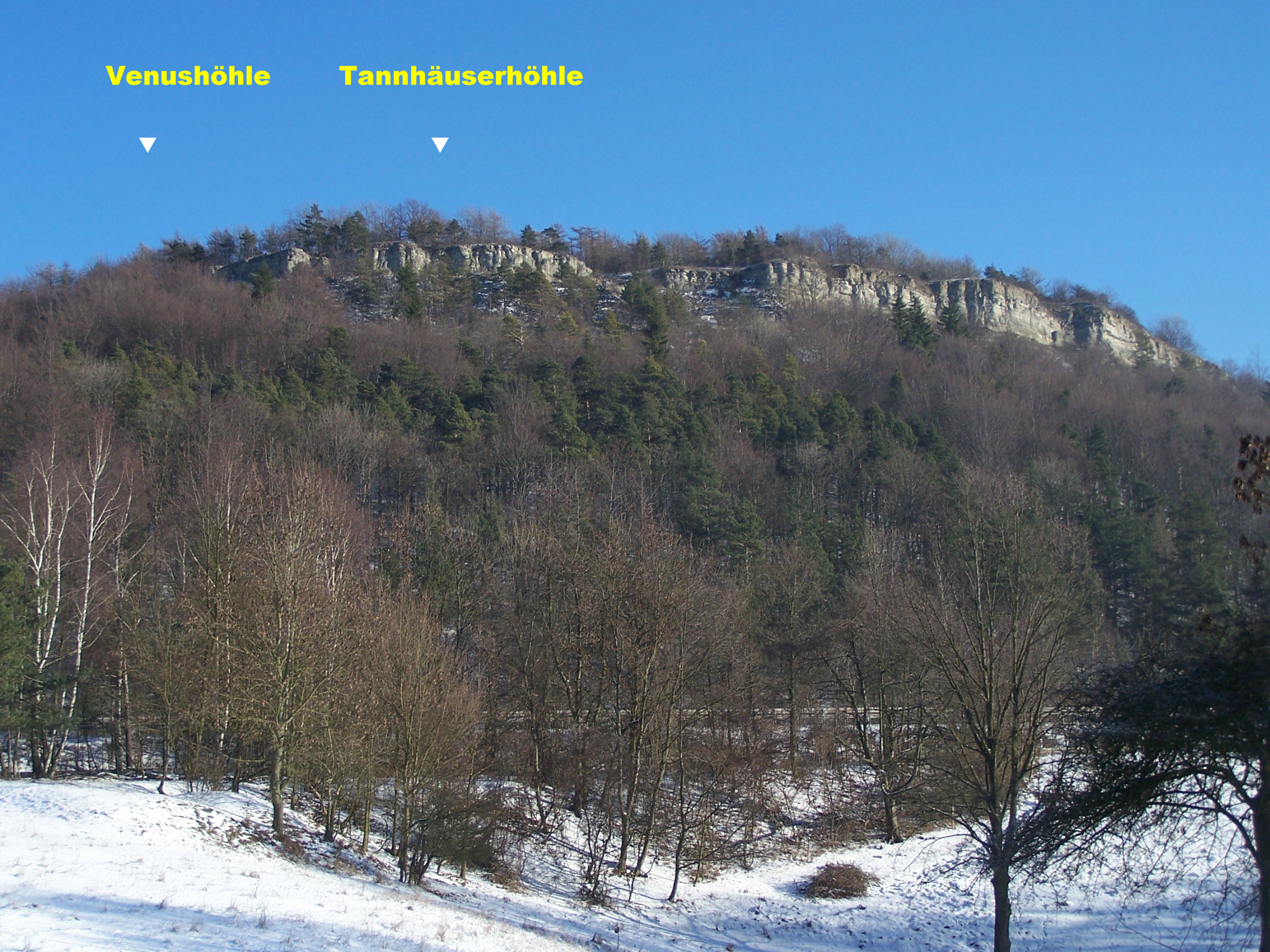
Lage im Fels dicht unter der Bruchkante

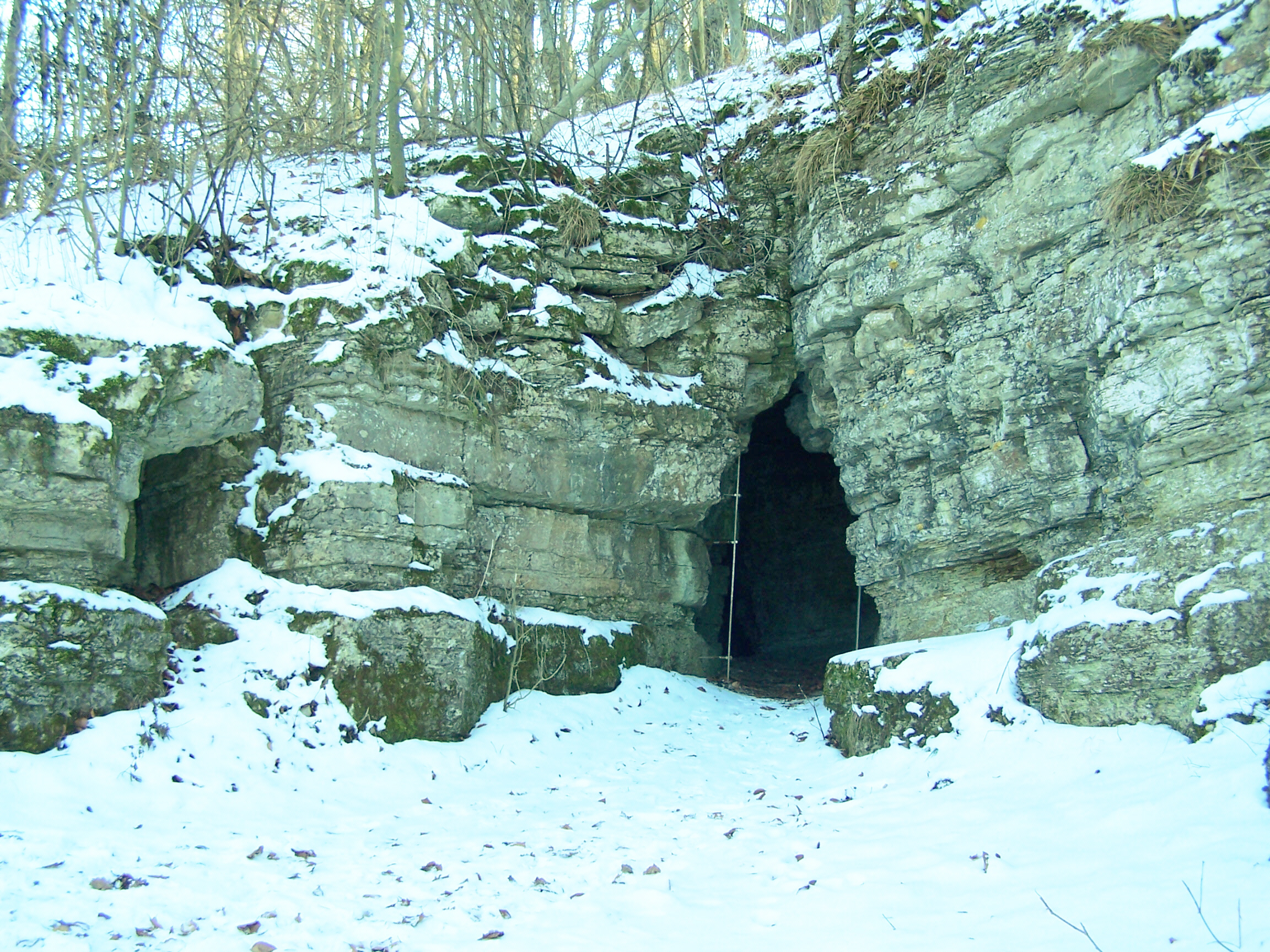
Die Venushöhle im Winter 2009

Die Hörselberge werden vom Muschelkalk gebildet. Infolge von Bewegungen in den Schichtpaketen dieser Sedimentgesteine bildeten sich Risse und Spalten, welche sich nach und nach durch einsickerndes Oberflächenwasser zu Klufthöhlen erweiterten, teilweise auch wieder verfüllten, ein Vorgang, der sich über Jahrtausende hinzog und andauert. Bei der Erosion des Berges wurden die heute an der Abbruchkante der Felswand gelegenen Höhlen sichtbar.

## Geschichte

### Das sagenhafte Hörselbergloch
Das Hörselbergloch war, nach fest verwurzelter Meinung der Bevölkerung, eine bereits in frühgeschichtlicher Zeit genutzte (germanische) Kultstätte. Ihr Name geht auf die heidnische Göttin Holba, auch Holda, Hulda oder Frau Holle, die gütige Gemahlin Wotans zurück. In diesem Zusammenhang soll der nahe Ort Sättelstädt, Hauptsiedlung unterhalb des Großen Hörselberges, wohl bereits im 8. Jahrhundert, in der Zeit der Christianisierung den Namen Satansstätte erhalten haben, so berichtet auch die Sage über das Schicksal der König Reinswig.

### Erste Forschungen im Hörselbergloch
Schon Anfang des 19. Jahrhunderts begann die ernsthafte Beschäftigung mit dem Sagenschatz des Hörselberges durch Johann Gustav Gottlieb Büsching und Christian August Vulpius, fortgeführt durch die Gebrüder Grimm und Ludwig Bechstein. Die naturwissenschaftliche Erforschung der Höhle begann jedoch erst 1854: Der Waltershäuser Arzt und Heimatforscher C. Polack untersuchte und vermaß das Innere der Höhle auf eigene Kosten, er zeichnete auch den ersten Höhlenplan. Die Veröffentlichung seiner Forschungsergebnisse erfolgte 1855 in der Leipziger Illustrirten Zeitung.
Die Gothaer Sektion des Thüringerwald-Vereins beschloss 1884 die Höhle als ein reizvolles Wanderziel bekannter zu machen. Hierbei griff man auf die bereits durch die Wagner-Oper Tannhäuser vorgezeichnete Legende der Frau Venus zurück und warb lautstark um den Besuch der Venushöhle, zu deren Erschließung man noch rasch einen bequemen Zugangsweg angelegt hatte. Bis zu diesem Zeitpunkt war die Höhle nur eine wenige Schritt in der Tiefe messende Felsspalte und man war als Wanderverein nicht ernsthaft interessiert, das Innere einer Höhle zu erforschen.

### Die Tannhäuserhöhle
Anlässlich der 10. Höhlenforscherwoche in Erfurt organisierte der Thüringer Höhlenverein Anfang Oktober 1928 eine Exkursion auf den Hörselberg. Beim Besuch der Venushöhle wurde durch den Erfurter Studienrat Erich König in der Nähe eine weitere Felsspalte bemerkt, welche sogleich vom geschäftstüchtigen Wirt des Hörselberghauses „Tannhäuserhöhle“ getauft wurde.
Der Fund dieser Höhle wurde als gutes Omen gewertet und man beschloss die weitere Erforschung der Hörselberghöhlen. Im Folgejahr fand die 12. Sitzung unter Vorsitz Hans Heß von Wichdorffs auf dem Hörselberg statt, wo bereits im April erste Grabungsarbeiten angelaufen waren. Die ersten Befunde wurden ausgewertet und Pläne für ein Museum diskutiert.
Aufgrund der hochgradigen Verfüllung der Tannhäuserhöhle wurde für das Jahr 1930 eine Fortsetzung und Intensivierung der Ausgrabung der Tannhäuser-Höhle vorbereitet. Auch Arbeiter wurden eingestellt. Wegen der Enge und der nötigen Sorgfalt zogen sich die Schachtungen zeitlich in die Länge, man beschloss deshalb die überzähligen Arbeiter auch in der Venushöhle einzusetzen. Nachdem erste Fossilien geborgen wurden, hoffte man in den Dörfern der Region bereits auf den Bau eines Höhlenmuseums, eines Berghotels und den Bau einer Zufahrtsstraße auf das Bergplateau.
Wegen fehlender Gelder wurden diese Arbeiten im Januar 1931 eingestellt, im Dezember 1932 verstarb der Leiter der Grabungen Heß von Wichdorff. Immerhin war es durch diese Arbeiten bereits gelungen, den Charakter und Verlauf der Tannhäuserhöhle zu bestimmen und interessante Funde zu bergen. Die teilweise Freilegung hinterließ einen „begehbaren“ Verbindungsgang zwischen Felswand und Hochfläche.

### Die Wagnerhöhle und weitere Funde
In den 1970er Jahren begannen weitere Forschungen in den beiden Höhlen, organisiert durch die Mitglieder der Kulturbund-Sektion Höhlen- und Karstforschung Kittelsthal und die 1987 im Nachbarort gegründete Sektion Höhlen- und Karstforschung Wutha-Farnroda. Durch systematische Suche wurden weitere (kleine) Höhlen und Spalten im Hörselberggebiet aufgespürt, so die Wagnerhöhle im Kleinen Hörselberg.

## Sonstiges
In den Höhlen befindet sich der Lebensraum einiger Fledermauskolonien.
Nachgewiesen wurden die Arten:
- Kleine Hufeisennase (Rhinolopus hipposideros)
- Großes Mausohr (Myotis myotis)
- Kleine Bartfledermaus (Myotis mystacinus)
- Mopsfledermaus (Barbastella barbastellus)
- Braunes Langohr (Plecotus auritus)
- Graues Langohr (Pletocus austricus)
- Fransenfledermaus (Myotis natteri)